# En noir et blanc (En attendant Noir Désir)
En noir et blanc (En attendant Noir Désir) è il primo EP del cantante francese Youssoupha, pubblicato il 31 maggio 2011.
L'EP è composto da 18 tracce. 

## Tracce
Tra parentesi c'è la durata di ogni brano.
1. La Foule (4:09)
2. Clashes (feat. Kozi) (3:29)
3. Poids plume (4:05)
4. Revoler (2:36)
5. La Foule, part 2 (feat Sam's) (3:08)
6. Yoka (feat. Kozi et Piki) (3:51)
7. Rap franc CFA Remix by Chi (2:16)
8. Haut-parleur (3:27)
9. Droopy (feat. Sam's) (4:11)
10. Rien a changé (feat. S-pi et Alino) (4:12)
11. Apprentissage Remix (feat. Médine, Tunisiano, Ol Kainry e Sinik) (5:51)
12. Rap franc CFA (2:48)
13. Revolver remix by Chi (2:44)
14. Revolver remix by Keor Meteor (3:00)
15. Poids Plume (Strumentale) (4:05)
16. Poids Plume (A capella) (4:24)
17. Haut-parleur  (Strumentale) (3:27)
18. Haut-parleur (Acapella) (3:27)